# Мысловице
Мыслови́це (пол. Mysłowice, нем. Myslowitz) — город в Польше, входит в Силезское воеводство. Имеет статус городского повята. С 2018 года один из 41 города, образующего Гурношленско-Заглембскую Mетрополию. Занимает площадь 65,57 км². Население 75 183 человек (на 2006 год).

## История
XII или XIII в. — создание поселения Мысловице человеком по имени Мысла или Мыслава
1241 — сообщение о сожжении монголами города Мысловице
1301 — сообщение о существовании рынка в Мысловицах
1305 — одна из возможных, приблизительных дат местоположения города по закону Магдебурга
1308 — старейшая ссылка, в которой упоминается имя Мысловице и пресвитерия прихода
1360 — упоминание о Мысловицах как о городе с давним немецким законодательством
1497 — Мысловиц, наряду с Силезией, попал под власть венгерского короля Маттиаса Корвинуса, и через одиннадцать лет он снова вернулся под чешское правление; В то время Мысловице принадлежало земле Пшины.
1587 — город был опустошен огнём
1600—1606 — строительство больницы (это была одна из первых больниц в Силезии).
1615 — эпидемия чумы.
1637 — владельцами Мысловичей были семья Мёрошевских, представитель которой, среди прочего, Кшиштоф Миерошевский.
1683 — Король Ян III Собеский прошел через Мысловице, потянув за армию, чтобы помочь Вене, почти полтора века спустя Император Наполеон находился в городе, когда он вылетел из Москвы.
1762 — Мысловице было включено в администрацию почки пшечи.
1788 год — была создана первая угольная шахта.
1836 год — дорога соединяла Мысловице с Тарновскими горами.
1845 — 31 октября был введен в эксплуатацию железнодорожный маршрут Ополе-Гливице-Забже-Катовице-Мысловице.
1846 год — город получил железную дорогу со Вроцлавом, в 1847 году с Краковом, в 1857 году Новы Берунь, а в 1863 году с Оввицимом.
1848 год — была создана школа для детей протестантской деноминации с немецким языком обучения, в 1860 году - еврейская школа.
1861 год — муниципальные права снова потерялись в течение восемнадцатого и девятнадцатого веков
1865 год — была основана шахта «Мысловице» (от слияния шахт Данциг и Ной Данциг).

1873—1874 гг. — был открыт Частный Высший научный отдел, который в 1904 году стал полноценной гимназией.

Верхнесилезский промышленный район

1875—1877 гг. — была построена церковь. Апостолы Петр и Павел.
1888—1891 — построена церковь. Священное Сердце Иисуса.
1919 г. — 15 августа на шахтной площади Мысловиц немецкие Гренцчуцк стреляли в шахтёров. Было убито семь шахтеров, 2 женщины и 13-летний ребенок.
1919 — тяжелые бои во время Первого Силезского восстания. 56 домов в городе были повреждены.
20 марта 1921 года — в плебисците в Верхнем Силезии 56 % избирателей в городе проголосовали за то, чтобы остаться в составе Германии, 44 % — за присоединение к Польше; Тем не менее, по решению властей Матровицкой Антанты, они присоединены к Польше.
1921 — муниципальная средняя школа.
1922—1930 гг. — город стал штаб-квартирой Департамента французских миссий Центрального шахтного комитета, который нанял польских рабочих для поездки во Францию.
1940 год — в Мысловице была создана немецкая полицейская тюрьма, являющаяся филиалом концентрационного лагеря в Оввициме.
28 января 1945 года город был освобождён войсками Красной Армии и Народной польской армии.
1948 год — была создана Муниципальная публичная библиотека с читальным залом на Краковской улице.
1949 год — была создана первая точка библиотеки, а затем преобразована в филиал Муниципальной публичной библиотеки.
1951 — 1 апреля, Мысловице стало резиденцией Повята.
1960 год — празднование 600-летия Мысловичей; герб города был восстановлен.
1972 — лидер Кубы, Фидель Кастро, приехал в Мысловице.
1975 год — новые районы были добавлены в пределы города (Весла, Козтовы, Красовы, Имилин, Бжешковице, Хелм Сленски и Копчёвице).
1994 год. 30 декабря Имилин, Хелм Силезский и Копсьовице были отделены от Мысловиц.
Список городов, с которыми власти Мысловиц подписали соглашение о сотрудничестве:

## Сотрудничество
- Фридек-Мистек, Чехия с 2 декабря 2004 года.

- Соколиная Гора, Россия.

- Энц, Германия (немецкий Enzkreis) с 18 апреля 1996 года.